# Emirados Árabes Unidos nos Jogos Olímpicos
Os Emirados Árabes Unidos competiram em 7 edições dos Jogos Olímpicos de Verão e nunca participaram dos Jogos Olímpicos de Inverno. Sua primeira medalha foi conquistada nos Jogos Olímpicos de Verão de 2004, na Grécia.

## Lista de Medalhistas
| Medalha         | Nome             | Jogos       | Esporte | Evento                         |
| --------------- | ---------------- | ----------- | ------- | ------------------------------ |
| Medalha de ouro | Ahmed Al Maktoum | 2004 Atenas | Tiro    | Fossa olímpica dublê masculino |